# موارد بوجلال
موارد بوجلال ( فرانسوی: Mourad Boudjellal‎؛ زادهٔ ۵ ژوئن ۱۹۶۰) کارآفرین ارمنی‌تبار اهل فرانسه است که رئیس Toulonnais (۲۰۰۶–۲۰۲۰) بود و  هم‌اکنون مالک Hyères (۲۰۲۱–) می‌باشد.

## زندگی‌نامه
وی در ۵ ژوئن ۱۹۶۰ در تولون، کوت دازور به دنیا آمد . وی همچنین برنده جوایزی همچون لژیون دونور (شوالیه) شد.